# Heinkel He 118
L'Heinkel He 118 fu un bombardiere in picchiata monomotore ad ala di gabbiano rovesciata sviluppato dall'azienda aeronautica tedesca Ernst Heinkel Flugzeugwerke AG negli anni trenta.
Realizzato per rispondere alla richiesta del Reichsluftfahrtministerium (RLM) venne scartato in favore dello Junkers Ju 87 Stuka ma pur non essendo stato avviato alla produzione in grande serie ebbe un controverso ruolo nella progettazione del pari ruolo giapponese Yokosuka D4Y Suisei (Judy) e servì da banco di prova volante per il primo turbogetto ad essere impiegato in volo, l'Heinkel HeS 3.

## Storia del progetto
Nel 1934 i fratelli Siegfried e Walter Günter lavorarono ad un progetto, l'Heinkel He 112, per soddisfare l'esigenza espressa dall'RLM per sostituire gli oramai obsoleti caccia biplani Arado Ar 68 ed Heinkel He 51. Parallelamente i due progettisti svilupparono un bombardiere che sfruttava le esperienze acquisite sul caccia ed al quale l'RLM assegnò la designazione ufficiale He 113. La costante insistenza di Ernst Heinkel, che non gradiva per scaramanzia che un suo velivolo portasse una sigla legata al numero 13, ottenne che il nuovo progetto fosse ridesignato He 118. L'inutilizzata designazione He 113 venne in seguito sfruttata a scopo propagandistico e controinformazione.
Nel 1936 l'RLM emise una specifica per la fornitura di un nuovo velivolo ad alte prestazioni da impiegare nella cooperazione con i reparti dell'Heer. Tra le caratteristiche la configurazione monomotore e la necessità di effettuare azioni di bombardamento in picchiata con un carico bellico fino a 500 kg. Al bando si presentarono quattro aziende tedesche, l'Arado Flugzeugwerke con il suo Ar 81, l'Hamburger Flugzeugbau (divisione aeronautica della Blohm & Voss) con il suo Ha 137, l'Heinkel con l'He 118 (che stavano già sviluppando) e la Junkers con lo Ju 87.
Come da prassi venne richiesto di fornire tre prototipi ai quali venne assegnata la designazione V seguito dal numero progressivo dell'esemplare.
Il primo realizzato, l'He 118 V1, venne equipaggiato con un motore di costruzione britannica, il Rolls-Royce Kestrel da 695 hp (518 kW), e terminato nel 1935 venne immatricolato D-UKYM e portato in volo per la prima volta il 14 febbraio 1936 dando fin dal principio dei risultati incoraggianti.
Dopo le valutazioni comparative tra i modelli la Junkers e l'Heinkel ottennero una commessa di dieci aerei ciascuna, mentre gli altri due tipi vennero eliminati.

## Tecnica
L'He 118 era un velivolo dall'aspetto tradizionale, aerodinamicamente pulito, realizzato interamente in metallo e caratterizzato dalla configurazione monomotore monoplana ad ala bassa, biposto in tandem e carrello retrattile.